# Almedíjar (kommunhuvudort)
Almedíjar är en kommunhuvudort i Spanien.   Den ligger i provinsen Província de Castelló och regionen Valencia, i den östra delen av landet, 290 km öster om huvudstaden Madrid. Almedíjar ligger 748 meter över havet och antalet invånare är 267.
Terrängen runt Almedíjar är huvudsakligen kuperad, men åt sydväst är den platt. Almedíjar ligger uppe på en höjd.Runt Almedíjar är det glesbefolkat, med 15 invånare per kvadratkilometer. Närmaste större samhälle är Onda, 16,1 km nordost om Almedíjar. 